# Mehdi Bourabia
Mehdi Bourabia (Dijon, 7 de agosto de 1991) es un futbolista franco-marroquí que juega de centrocampista en el Kayserispor de la Superliga de Turquía. Es internacional con la selección de fútbol de Marruecos.

## Selección nacional
Bourabia debutó con la selección de fútbol de Marruecos el 14 de agosto de 2018 frente a la selección de fútbol de Comoras.

## Clubes
| Club                   | País     | Año       |
| ---------------------- | -------- | --------- |
| Grenoble Foot          | Francia  | 2009-2011 |
| Lille O. S. C. "II"    | Francia  | 2013-2014 |
| Lokomotiv Plovdiv      | Bulgaria | 2015      |
| Cherno More            | Bulgaria | 2015      |
| Levski Sofia           | Bulgaria | 2016-2017 |
| Konyaspor              | Turquía  | 2017-2018 |
| U. S. Sassuolo Calcio  | Italia   | 2018-2022 |
| Spezia Calcio (cedido) | Italia   | 2021-2022 |
| Spezia Calcio          | Italia   | 2022-2023 |
| Frosinone Calcio       | Italia   | 2023-2024 |
| Kayserispor            | Turquía  | 2024-     |

## Palmarés

### Títulos nacionales
| Título                | Club        | País     | Año  |
| --------------------- | ----------- | -------- | ---- |
| Supercopa de Bulgaria | Cherno More | Bulgaria | 2015 |
| Supercopa de Turquía  | Konyaspor   | Turquía  | 2017 |